# Kathleen Cassello
Kathleen Cassello (* 3. August 1958 in Wilmington, Delaware; † 12. April 2017 in München) war eine US-amerikanische Opernsängerin (Dramatischer Koloratursopran).

## Leben

### Herkunft und Ausbildung
Kathleen Ann Cassello entstammte einer italo-amerikanischen Familie; ihr Großvater war Neapolitaner. Sie hatte eine gesundheitlich schwere Jugendzeit. Nach ihrer Schulausbildung wurde sie zunächst an der University of Delaware als Krankenschwester mit Bachelor-Degree (Bachelor of Science in Nursery) ausgebildet. Diesen Beruf übte sie von 1980 bis 1984 auch auf der Intensivstation eines Krankenhauses in Wilmington aus.
Nebenbei wirkte sie bei örtlichen Musical-Aufführungen mit, zum Beispiel in Der Mann von La Mancha. Von 1980 bis 1984 studierte sie Gesang als einzige Privatschülerin von Dan N. Pressley, Professor am Music Department der University of Delaware. Sie wirkte bei mehreren Universitätsaufführungen mit (Così fan tutte als Fiordiligi, Die Zauberflöte als Königin der Nacht und Pamina und Falstaff). 1984 gewann sie den 1. Preis beim „Austrian-American“-Gesangswettbewerb in ihrer Heimatstadt Wilmington, mit dem sie an der Salzburger Sommerakademie weiterstudieren konnte. In der Folge gab sie ihren Beruf als Krankenschwester auf, blieb in Europa und studierte von 1984 bis 1986 an der Salzburger Sommerakademie. Zu ihren Lehrern dort gehörten Wilma Lipp, Elisabeth Schwarzkopf und Sesto Bruscantini. Auf Vermittlung von Wilma Lipp erhielt sie ein Engagement als Chorsängerin am Salzburger Landestheater, mit dem sie ihren Lebensunterhalt finanzierte.
Von Herbst 1984 bis Januar 1985 nahm sie an zahlreichen Gesangswettbewerben teil. Sie gewann den 1. Preis beim Gesangswettbewerb in Porto, den 2. Preis beim Gesangswettbewerb in Vercelli und wiederum den 1. Preis beim „Vinas-Koloraturwettbewerb“ in Barcelona. 1985 gewann sie den Internationalen Mozart-Gesangswettbewerb in Salzburg; außerdem war sie Finalistin beim Wiener „Belvedere-Gesangswettbewerb“. Im Sommer 1985 sang sie beim Bayreuther Jugendfestspieltreffen mit glockenreine[r], technisch brillant geführte[r] Stimme die Titelrolle in Le rossignol.

### Anfangsjahre

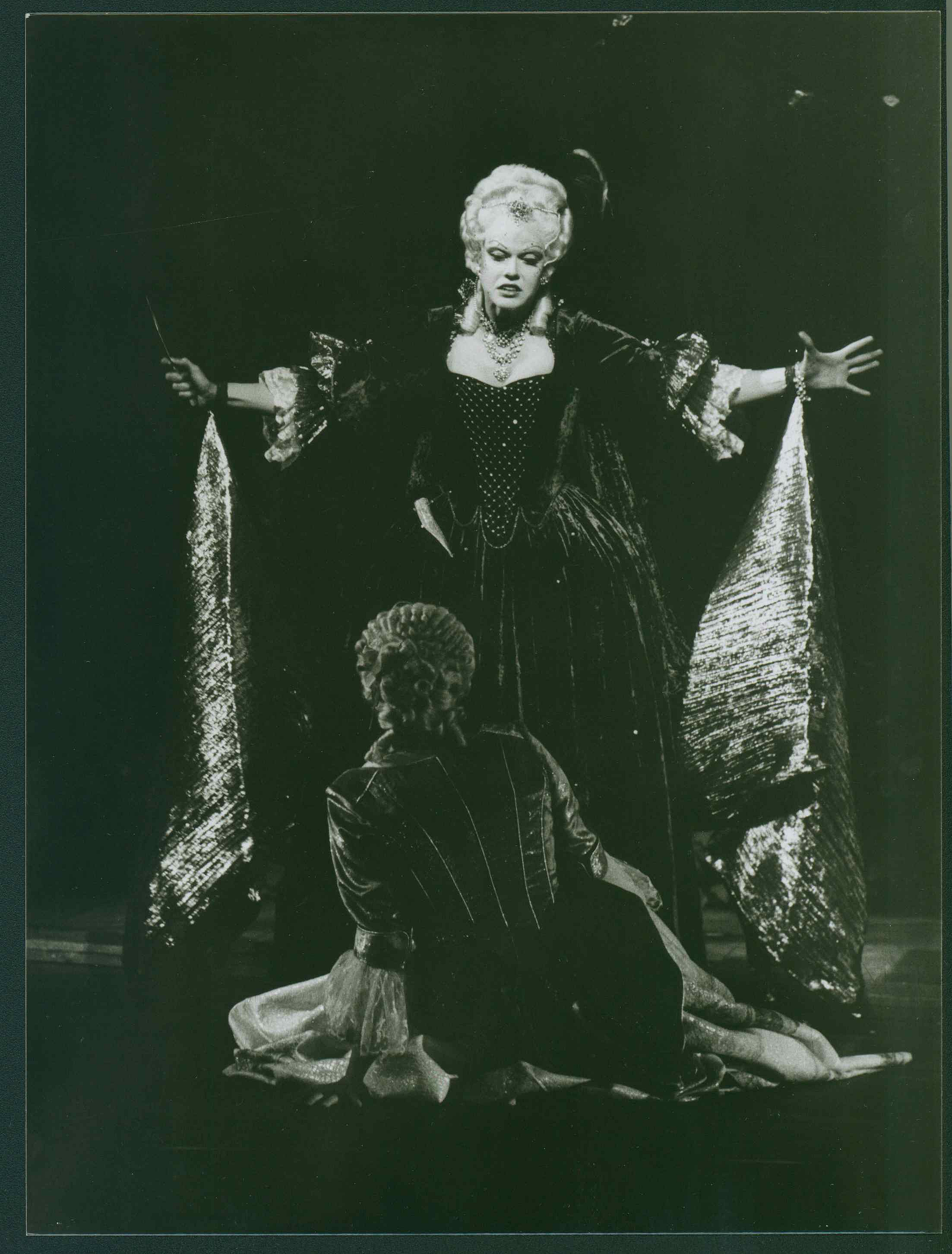
Kathleen Cassello als Königin der Nacht am Badischen Staatstheater Karlsruhe (1987)

Nach dem Gewinn des Mozart-Gesangswettbewerbs, gab sie 1985, von Rolf Liebermann persönlich engagiert, an der Hamburgischen Staatsoper als Königin der Nacht ihr Europa-Debüt. Ihre Erfolge bei den verschiedenen Gesangswettbewerben führten auch zu ihrem ersten Festengagement als Opernsängerin in der Spielzeit 1986/87 am Salzburger Landestheater, wo sie auch die Königin der Nacht sang, die später zu ihrer besonderen Erfolgspartie wurde. In den Jahren 1985–1988 sang sie die Königin der Nacht in insgesamt über 200 Aufführungen in Deutschland, Österreich und der Schweiz, darunter in West- und Ost-Berlin, Zürich, Genf, sowie beim Gastspiel der Düsseldorfer Rheinoper am Moskauer Bolschoi-Theater. In der Spielzeit 1985/86 sang sie die Königin der Nacht auch bei der Wiedereröffnung des renovierten Stadttheaters Koblenz.
Zum Spielzeitbeginn 1987/88 wurde sie zunächst für zwei Spielzeiten als „Erste Koloratursopranistin“ an das Staatstheater Karlsruhe engagiert, wo sie bis 1990 im Ensemble blieb, und auch später dort noch bis 1991 regelmäßig gastierte. Sie debütierte dort im September 1987, mit einem „reinen, souveränen Koloratursopran“, ebenfalls als Königin der Nacht in der Eröffnungspremiere der Saison 1987/88. Für ihre Leistung, die „auch dem dramatischen Anspruch der Partie voll gerecht“ wurde, erhielt sie nach den beiden Königin-Arien Ovationen. Außerdem übernahm sie in ihrer ersten Saison in Karlsruhe, obwohl sie hierfür ursprünglich nicht engagiert worden war, auf Wunsch des Intendanten alternierend auch die Operettenpartie der Lisa in Das Land des Lächelns, der zweiten Saisonpremiere; trotz „perfektem Gesang und guter Darstellung“ fehlte ihr allerdings für dieses Rollenfach das „undefinierbare gewisse Etwas einer Operettendiva“. In der Folgezeit erarbeitete sie sich in Karlsruhe in ihren ersten vier Monaten dort insgesamt fünf neue Rollen, teilweise in intensiver Zusammenarbeit mit den Regisseuren Giancarlo del Monaco und Wolfgang Quetes. In Karlsruhe sang sie weiters die Donna Anna in Don Giovanni (als kurzfristige Übernahme), Mimì in La Bohème (Neuinszenierung, Regie: Giancarlo del Monaco, Premiere: November 1987; die Presse schrieb, ihre Mimì sei ein „Glücksfall“), Violetta in La Traviata (Rollenübernahme im Februar 1988, in einer del Monaco-Inszenierung), die Titelrolle in Lucia di Lammermoor (Neuinszenierung, Regie: Giancarlo del Monaco, Premiere: Juni 1989) und Konstanze in Die Entführung aus dem Serail. Bei den Karlsruher Händel-Festspielen sang sie 1990 die opferbereite Königsgattin Alceste in Admeto, wobei sie „durch ihre glänzende Technik und ihren klangvollen Koloratursopran“ ihre Eignung auch für das Händel-Fach zeigte. Im Mai 1991 sang Cassello am Staatstheater Karlsruhe im Rahmen der Aufführungsreihe „Festliche Opernabende“ mit ihrer „dramatischer gewordene[n] Stimme“ die Lucia di Lammermoor an der Seite von Peter Dvorsky als Edgardo. 1997 kehrte sie für eine Gala-Vorstellung der Lucia nochmals an das Staatstheater Karlsruhe zurück; 1999 sang sie dort in einer Gala-Aufführung der Bohème die Mimì, mit Vicente Ombuena und Renato Girolami als ihren Partnern.

### Gastspiele in Deutschland
Cassello gastierte in Deutschland unter anderem am Theater Koblenz (Dezember 1985 bei der Eröffnungsvorstellung des renovierten Stadttheaters, als Königin der Nacht), am Opernhaus Frankfurt (Spielzeit 1987/88 als Musette in La Bohème), am Theater Heidelberg (Spielzeit 1987/88; in ihrem Rollendebüt als Konstanze, „die exorbitanten stimmlichen Anforderungen geradezu exemplarisch meisternd, mit auch starker darstellerischer Präsenz“), an der Deutschen Oper am Rhein (1989, als Königin der Nacht), an der Deutschen Oper Berlin (1989, als Königin der Nacht), an der Staatsoper Stuttgart (Spielzeit 1990/91, Hausdebüt im Oktober 1990 als Königin der Nacht, wo sie nicht nur „perfekte Koloraturen“ sang, sondern auch „versuchte, ihrer Rolle persönlich-menschliche Züge zu verleihen.“), am Opernhaus Leipzig (im Dezember 1990/Januar 1991 als Leonora in Il trovatore in ihrem Rollendebüt, Regie: Giancarlo del Monaco; im Dezember 1991 dort auch als Mimì in einer La Bohème-Neuinszenierung von Peter Konwitschny, wo ihre „sichere Stimmführung“ und das „jugendlich strahlende Timbre ihres Soprans“ besonders gefielen; im Dezember 1993 erneut als Trovatore-Leonora zur 300-Jahr-Feier der Leipziger Oper), an der Bayerischen Staatsoper (Februar 1991 als Konstanze), am Staatstheater Wiesbaden (Mai 1991 als Konstanze), an der Staatsoper Dresden (Spielzeit 1999/00, als Konstanze und Donna Anna, mit Bo Skovhus als Don Giovanni) und am Stadttheater Aachen (2002; mit der Titelrolle in Maria di Rohan).

### Gastspiele in Europa
In der Spielzeit 1990/91 sang sie am Opernhaus Zürich die Konstanze in der Neueinstudierung der Ponnelle-Inszenierung aus dem Jahre 1985. Gastspiele in Europa unternahm sie am Gran Teatre del Liceu (1989, als Königin der Nacht; Juni 1991, als Pamina an der Seite von Francisco Araiza als Tamino), am Opernhaus Metz (Spielzeit 1989/90 in der Titelrolle der Massenet’schen Manon), am Opernhaus von Toulouse (1992 als Vitellia in La clemenza di Tito in ihrem Rollendebüt mit Rockwell Blake und Martine Dupuy als Partnern, außerdem die Titelrolle in La Traviata mit Franco Farina als Partner; zur Saisoneröffnung der Spielzeit 1996/97 als Titelheldin, die sie „aus einem ebenso zarten wie festen lyrischen Grundton“ entwickelte, in Louise mit Gregory Kunde als Partner; 1997 als Gilda in Rigoletto mit Tito Beltran als Partner) sowie in Avignon (Oktober 1991 als Königin der Nacht, 1992 als Konstanze) und Nîmes (1992, ebenfalls als Konstanze). In Avignon sang sie im Herbst 1991 auch zum letzten Mal in ihrer Karriere die Königin der Nacht, um fortan verstärkt im dramatischeren Fach aufzutreten.
Regelmäßig trat sie im Verlauf ihrer Karriere am Opernhaus von Marseille auf, unter anderem als Lucia (1990 und 1993), als Elvira in I puritani (Juli 1991), Manon, Thaïs (März 1991), Gilda (Dezember 1992, an der Seite von Leo Nucci in ihrem Rollendebüt), Konstanze (1993 und 1995), Elisabetta in Roberto Devereux (1998), Marguerite in Faust (1999), Liù in Turandot (2000), Giselda in I Lombardi alla prima crociata (2001) und Madame Butterfly (2002).
1993 gab sie mit „berückender szenischer Präsenz“ ihr erfolgreiches Debüt am Teatro dell’Opera di Roma als Lucia, die sie als „menschliche verspielte und jugendliche“ Figur anlegte, an der Seite von Alfredo Kraus. Später sang sie dort auch die Traviata und 1996 die Amina in La sonnambula in einer Inszenierung von Pupi Avati. 1994 sang sie in Montpellier die Rolle der Giunia in einer von dem nationalen Rundfunksender France Musique live übertragenen konzertanten Aufführung der Mozart-Oper Lucio Silla.
Im Mai 1994 hatte sie ihr Debüt an der Mailänder Scala als Gilda in Rigoletto unter der musikalischen Leitung von Riccardo Muti; 1995 sang sie dort dann auch die Lucia, neben Vincenzo La Scola als Edgardo. In Italien trat sie außerdem in Treviso (1992, als Lucia), am Teatro La Fenice in Venedig (1993, als Elettra in Idomeneo) und in Neapel (1995, als Donna Anna) auf. 1997 gastierte sie in Sevilla als Lucia, in der Produktion der Römischen Oper, erneut mit Alfredo Kraus als Partner. Außerdem übernahm sie 1997 die Titelrolle in einer neuen Traviata-Produktion in Oviedo.
Außerdem trat sie bei den Bregenzer Festspielen (1986), bei den Savonlinna-Opernfestspielen (1989), jeweils als Königin der Nacht, bei den Opernfestspielen in der Arena di Verona (1992, als Musette), mehrfach beim Opernfestival von Orange (1993 als Traviata mit Roberto Alagna als Partner, 1995 als Gilda, 1996 als Donna Anna und 1997 als Lucia) und beim Rossini Opera Festival in Pesaro (1994, in L’inganno felice). Anfang 2002 sang sie die Norma in einer Produktion des Salzburger Landestheaters bei Aufführungen, die im Kleinen Festspielhaus stattfanden. Bei den Antiken-Festspielen in Trier sang sie im Sommer 2002 ebenfalls die Norma in einer Inszenierung von Edda Moser, wo die Neuproduktion durch ihre „ausdrucksvolle und souveräne Interpretation der schwierigen Titelpartie musikalisch starkes Profil gewann.“

### Gastspiele in Übersee
Cassello gastierte in Haifa (1985, mit ihrem Rollendebüt als Traviata), am Opernhaus von São Paulo (1989, als Lucia an der Seite von Ramón Vargas), an der Opera de Bellas Artes in Mexiko-Stadt (1993, als Gilda, erneut an der Seite von Ramón Vargas; 1998, als Elettra an der Seite von Francisco Araiza), in Tokio (1995, als Traviata), in Südafrika (1996, bei zwei Konzerten mit Luciano Pavarotti), am Teatro Teresa Carrena in Caracas (1997, als Lucia) und am Teatro Colón in Buenos Aires (1999, als Traviata).
1996 hatte sie ihr USA-Debüt am Opernhaus von Dallas als Donna Anna in einer Don Giovanni-Produktion mit Lella Cuberli.

### The Three Sopranos
Anfang 1996 wurde Cassello, neben Kallen Esperian und Cynthia Lawrence, von dem Konzertproduzenten Tibor Rudas für Konzerte des Sopran-Trios „The Three Sopranos“, dem weiblichen Gegenpart der „Drei Tenöre“, engagiert. Die ersten Konzerte fanden im September 1996 in Los Angeles statt und wurden in Europa und Südafrika fortgesetzt. 1997 sang Cassello bei „Soprano“-Konzerten in Budapest, Košice, Atlantic City und Reno, 1998 unter anderem in Aschaffenburg und Pretoria. 1999 folgten „Soprano“-Konzerte in Avignon, Montpellier, Paris, Kapstadt, Stellenbosch, Hamburg, Leipzig, Berlin, Pretoria und Durban. Mit „The Three Sopranos“ war sie auch in der Harald Schmidt Show zu Gast.

### Privates
Cassello war mit dem italienischen Bassbariton Renato Girolami verheiratet, der von 1991 bis 1996 Ensemblemitglied an der Wiener Volksoper und an der Wiener Staatsoper war. Mit ihm trat sie auch mehrfach, unter anderem in Karlsruhe, Barcelona und Marseille, gemeinsam auf. Während Girolamis Festengagement lebte sie in den 1990er Jahren in Wien. Cassello bezeichnete sich als gläubige Christin. Sie sprach fließend Deutsch.

## Rollen und Stimme
Cassellos Stimme zeichnete sich insbesondere durch die ungewöhnliche Tonhöhe ihrer Sopranstimme und durch deren technische Beherrschung aus. Besonders erfolgreich war sie im Fach des „Dramatischen Koloratursoprans“. Ihren ersten großen internationalen Erfolg hatte sie als Königin der Nacht. In den folgenden Jahren nach ihrem Karlsruher Engagement wurde dann insbesondere die Lucia zu ihrer besonderen Glanzpartie, die sie bei zahlreichen internationalen Gastspielverpflichtungen (Rom, Sevilla, São Paulo, Málaga, San Sebastián, Marseille) sang. Zu ihren weiteren Glanzpartien im weiteren Verlauf ihrer Karriere gehörten Violetta (unter anderem in Karlsruhe, Hamburg, Toulouse, Orange, Genf, Oviedo, Buenos Aires) und Gilda (Oper Rom, Mailänder Scala, Marseille, Orange, Mexiko-Stadt). Von Kritikern wurden immer wieder die Ausdruckskraft ihrer Stimme sowie ihre vokale und dramatische Präsenz hervorgehoben.
Ihre Stimme ist durch mehrere Live-Aufnahmen und Rundfunkaufnahmen, vor allem aber durch einige Fernsehaufzeichnungen (La Traviata, Lucia di Lammermoor, jeweils aus Orange), dokumentiert.